# 皮埃蒙特及倫巴第聖山
皮埃蒙特及倫巴第聖山是位於義大利皮埃蒙特和倫巴第的一處世界文化遺產。聖山 是一種基督教的宗教設施，在山中修建多座建築，並以繪畫或雕刻的形式，按照順序重現聖經中的故事，通過巡禮聖山來增強信徒的信仰心，主要修建於15至16世紀。皮埃蒙特和倫巴第的聖山共包括了9座聖山：
- 瓦拉洛圣山（Sacro Monte di Varallo），皮埃蒙特大区韦尔切利省瓦拉洛
- 克雷阿圣山（Sacro Monte di Crea），皮埃蒙特大区亚历山德里亚省塞拉伦加-迪克雷阿
- 奥罗巴圣山（Sacro Monte di Oropa），皮埃蒙特大区比耶拉省比耶拉奥罗巴区
- 奥尔塔圣山（Sacro Monte di Orta），皮埃蒙特大区诺瓦拉省奥尔塔圣朱利奥
- 瓦雷泽圣山（Sacro Monte di Varese），伦巴第大区瓦雷泽省瓦雷泽
- 奥苏乔圣山（Sacro Monte di Ossuccio），伦巴第大区科莫省特雷梅齐纳奥苏乔
- 吉法圣山（Sacred Mountain di Ghiffa），皮埃蒙特大区韦尔巴诺-库西亚-奥索拉省吉法
- 多莫多索拉圣山（Sacro Monte di Domodossola），皮埃蒙特大区韦尔巴诺-库西亚-奥索拉省多莫多索拉
- 贝尔蒙特圣山（Sacro Monte di Belmonte），皮埃蒙特大区都灵广域市瓦尔佩加

## 外部連結
- http://whc.unesco.org/pg.cfm?cid=31&id_site=1068 （页面存档备份，存于）, UNESCO World Heritage Site entry
- Sacri Monti of Piedmont and Lombardy （英文）, sacrimonti.net